# Djuric Ascencion
Djuric Ascencion (Willemstad, 23 november 1982) is een Curaçaos- Nederlands voetballer. Hij tekende in augustus 2016 een contract bij TSV Lyra. In 2019 ging hij naar AFC.